# Stonepool (schip, 1928)
De Stonepool was een Brits stoomvrachtschip van 4.803 ton, dat tijdens de Tweede Wereldoorlog tot zinken werd gebracht door een Duitse onderzeeboot.

## Geschiedenis
Ze werd afgewerkt in juli 1928, op de scheepswerf van Smith's Dock Co. Ltd. South Bank, Middlebrough. De eigenaar was Sir R. Ropner & Co. West Hartlepool met aldaar haar thuishaven.
Op haar fatale laatste reis bestond haar bemanning uit 49 manschappen. De lading bestond uit 7.000 ton graan, 528 ton haver en 115 ton legervrachtwagens. De reisroute vertrok vanuit Montreal, Canada, op 30 augustus met konvooi OB-17 vanuit Sydney, Newfoundland en Labrador, Canada, naar Avonmouth, Engeland.
Ongeveer om 08.30 uur op 13 oktober 1939, werd de Stonepool, die van konvooi OB-17 werd afgezonderd, beschadigd door geschutsvuur van de U-42 van kvkpt. Rolf Dau, ten zuiden van de Bantrybaai, Ierland, in positie 48°40’ Noord en 15°30’ West. Het schip was onderweg van Barry, Wales, naar Saint Vincent. Na tien minuten werd de U-boot gedwongen om te duiken door het nauwkeurige terugschietend geschutsvuur, zodat de geschutsbemanning het dekkanon moesten verlaten en in zee sprongen. Terwijl de Duitsers opnieuw opdoken om hun rondzwemmende mensen op te nemen, verzond de Stonepool noodseinen die HMS Ilex (D 61) (LtCdr P.L. Saumarez, RN) en HMS Imogen (D 44) (Cdr. E.B.K. Stevens, RN) naar het strijdtoneel brachten. Om 18.55 uur beschoot het stoomvrachtschip de U-42 die aan de oppervlakte voer en die weldra daarna door de torpedojagers tot zinken werd gebracht. 22 manschappen waaronder kvtkpt. Rolf Dau overleefden het avontuur en werden krijgsgevangengenomen.

## Haar einde
Volgens nota's over het verlies van de Stonepool om 02.45 uur op 11 september 1941, werd het vrachtschip in konvooicolonnepost 111 en vijf minuten later de Berury in colonnepost 112 in konvooi SC-42 getorpedeerd. Ze zonken  beiden ten oosten van Kaap Vaarwel. Er waren deze keer geen aanvalsrapporten vanaf de Duitse zijde, zodat de aanvaller de U-207 van Fritz Meyer moest geweest zijn, en die een paar uren later zelf door de escorteschepen tot zinken werd gebracht. 33 bemanningsleden en acht artilleristen van de Stonepool, met kapitein Albert White als gezagvoerder, gingen met het schip verloren in positie 63°05’ N. en 37°50’ W. Zes bemanningsleden en één artillerist werden opgepikt door HMCS Kenogami (K 125) (LtCdr R. Jackson, RCNVR) en brachten hen naar Loch Ewe. Van de 49 bemanningsleden, vonden 42 man de dood en 7 overlevenden kwamen uit deze scheepsramp.